# ФК «Рома» в сезоні 1929—1930
ФК «Рома» в сезоні 1929—1930 — сезон італійського футбольного клубу «Рома».

## Склад
| № | Поз. | Нац.   | Гравець            |
| - | ---- | ------ | ------------------ |
|   | ВР   | Італія | Бруно Балланті     |
|   | ЗХ   | Італія | Джананджело Барзан |
|   | ЗХ   | Італія | Джорджо Карпі      |
|   | ЗХ   | Італія | Джованні Корбйонс  |
|   | ЗХ   | Італія | Джованні Деньї     |
|   | ЗХ   | Італія | Маріо Де Мікелі    |
|   | ЗХ   | Італія | Бруно Фінезі       |
|   | ЗХ   | Італія | Аттіліо Маттеї     |
|   | ПЗ   | Італія | Оресте Бенатті     |
|   | ПЗ   | Італія | Фульвіо Бернардіні |
|   | ПЗ   | Італія | Маріо Боссі        |

| № | Поз. | Нац.      | Гравець                  |
| - | ---- | --------- | ------------------------ |
|   | ПЗ   | Італія    | Вальтер Корсаніні        |
|   | ПЗ   | Італія    | П'єтро Далле Ведове      |
|   | ПЗ   | Італія    | Раффаеле Д'Аквіно        |
|   | ПЗ   | Італія    | Чезаре Августо Фазанеллі |
|   | ПЗ   | Італія    | Аттіліо Ферраріс         |
|   | ПЗ   | Італія    | Армандо Преті            |
|   | ПЗ   | Італія    | Альфредо Велбі           |
|   | НП   | Аргентина | Артуро Кіні Лудуенья     |
|   | НП   | Італія    | Фернандо Еусебіо         |
|   | НП   | Італія    | Луїджі Оссойнач          |
|   | НП   | Італія    | Родольфо Волк            |

## Серія A

### Турнірна таблиця
|                  |     | Команда        | О  | І  | В  | Н  | П  | М+ | М- |
| ---------------- | --- | -------------- | -- | -- | -- | -- | -- | -- | -- |
| Чемпіон Італії   | 1.  | «Амброзіана»   | 50 | 34 | 22 | 6  | 6  | 85 | 38 |
|                  | 2.  | «Дженова 1893» | 48 | 34 | 20 | 8  | 6  | 63 | 39 |
|                  | 3.  | «Ювентус»      | 45 | 34 | 19 | 7  | 8  | 56 | 31 |
|                  | 4.  | «Торіно»       | 39 | 34 | 16 | 7  | 11 | 52 | 31 |
|                  | 5.  | «Наполі»       | 37 | 34 | 14 | 9  | 11 | 61 | 51 |
|                  | 6.  | «Рома»         | 36 | 34 | 15 | 6  | 13 | 73 | 52 |
|                  | 7.  | «Болонья»      | 36 | 34 | 14 | 8  | 12 | 56 | 46 |
|                  | 8.  | «Алессандрія»  | 36 | 34 | 14 | 8  | 12 | 55 | 49 |
|                  | 9.  | «Про Верчеллі» | 33 | 34 | 12 | 9  | 13 | 52 | 60 |
|                  | 10. | «Брешія»       | 33 | 34 | 13 | 7  | 14 | 45 | 56 |
|                  | 11. | «Мілан»        | 32 | 34 | 11 | 10 | 13 | 52 | 48 |
|                  | 12. | «Модена»       | 30 | 34 | 11 | 8  | 15 | 48 | 55 |
|                  | 13. | «Про Патрія»   | 30 | 34 | 12 | 6  | 16 | 46 | 64 |
|                  | 14. | «Ліворно»      | 29 | 34 | 12 | 5  | 17 | 51 | 79 |
|                  | 15. | «Лаціо»        | 28 | 34 | 10 | 8  | 16 | 49 | 50 |
|                  | 16. | «Трієстина»    | 28 | 34 | 11 | 6  | 17 | 42 | 59 |
| Вибув до Серії B | 17. | «Падова»       | 26 | 34 | 11 | 4  | 19 | 52 | 78 |
| Вибув до Серії B | 18. | «Кремонезе»    | 16 | 34 | 4  | 8  | 22 | 31 | 83 |

### Матчі
| 6 жовтня 1929 1 тур |

| «Алессандрія»                       | 3:1      | «Рома»   |
| ----------------------------------- | -------- | -------- |
| Алессіо 8' Авалле 53' Д.Феррарі 75' | Протокол | 39' Волк |

| Кампо Дель Літторіо, Алессандрія Арбітр: Ровіда |

| 13 жовтня 1929 15:30 CEST 2 тур |

| «Рома»                                                                       | 9:0      | «Кремонезе» |
| ---------------------------------------------------------------------------- | -------- | ----------- |
| Кіні 7' Оссойнач 13', 37', 80' Волк 42', 49', 87' Бернардіні 86' Бенатті 88' | Протокол |             |

| Стадіо делла Рондінелла Арбітр: Пессато |

| 20 жовтня 1929 3 тур |

| «Трієстіна»  | 1:1      | «Рома»   |
| ------------ | -------- | -------- |
| Пазінаті 82' | Протокол | 25' Волк |

| Stadio Montebello Арбітр: Амадео Гварнері |

| 27 жовтня 1929 4 тур |

| «Мілан»                                   | 3:1      | «Рома»   |
| ----------------------------------------- | -------- | -------- |
| Мороні 25' Ранеллі 56' Танзіні 68' (пен.) | Протокол | 19' Кіні |

| Сан-Сіро, Мілан Арбітр: Ленті |

| 3 листопада 1929 14:45 CET 5 тур |

| «Рома»                  | 2:1      | «Брешія»     |
| ----------------------- | -------- | ------------ |
| Волк 49' Бернардіні 60' | Протокол | 88' Проспері |

| Кампо Тестаччо Арбітр: Ровіда |

| 10 листопада 1929 14:30 CET 6 тур |

| «Рома»           | 2:2      | «Наполі»      |
| ---------------- | -------- | ------------- |
| Кіні 6' Волк 62' | Протокол | 35', 41' Вояк |

| Кампо Тестаччо Арбітр: Дані |

| 17 листопада 1929 7 тур |

| «Про Верчеллі» | 2:0      | «Рома» |
| -------------- | -------- | ------ |
| Баярді 6', 68' | Протокол |        |

| Foro Boario Арбітр: Кайроні |

| 24 листопада 1929 14:30 CET 8 тур |

| «Рома»               | 2:0      | «Амброзіана» |
| -------------------- | -------- | ------------ |
| Бенатті 27' Кіні 84' | Протокол |              |

| Кампо Тестаччо Арбітр: Бруна |

| 8 грудень 1929 14:30 CET 9 тур |

| «Лаціо» | 0:1      | «Рома»   |
| ------- | -------- | -------- |
|         | Протокол | 78' Волк |

| Рондінелла, Рим Арбітр: Карраро |

| 15 грудень 1929 10 тур |

| «Рома»               | 2:0      | «Дженоа» |
| -------------------- | -------- | -------- |
| Бенатті 10' Кіні 80' | Протокол |          |

| Кампо Тестаччо Арбітр: Джорджі |

| 22 грудень 1929 11 тур |

| «Ліворно» | 1:0      | «Рома» |
| --------- | -------- | ------ |
| Дзіні 13' | Протокол |        |

| Вілла Чаєз, Ліворно Арбітр: Ленті |

| 5 січня 1930 12 тур |

| «Модена»      | 1:2      | «Рома»               |
| ------------- | -------- | -------------------- |
| Карневалі 82' | Протокол | 17' Бенатті 21' Волк |

| Екс Велодромо, Модена Арбітр: Умберто Гама |

| 12 січня 1930 14:30 CET 13 тур |

| «Рома»                      | 2:3      | «Ювентус»                              |
| --------------------------- | -------- | -------------------------------------- |
| Бенатті 33' Кіні 51' (пен.) | Протокол | 15' Дзанні 20' Л.Чевеніні 48' Мунераті |

| Кампо Тестаччо Арбітр: Карраро |

| 19 січня 1930 14:45 CET 14 тур |

| «Про Патрія»                                  | 6:1      | «Рома»        |
| --------------------------------------------- | -------- | ------------- |
| І.Россі 14', 28', 43', 61', 66' Бонівенто 69' | Протокол | 55' Фазанеллі |

| Стадіо Комунале Арбітр: Бруна |

| 26 січня 1930 15 тур |

| «Торіно»   | 1:0      | «Рома» |
| ---------- | -------- | ------ |
| Міотті 60' | Протокол |        |

| Філадельфія, Турин Арбітр: Ровіда |

| 2 лютого 1930 14:30 CET 16 тур |

| «Рома»           | 2:2      | «Болонья»             |
| ---------------- | -------- | --------------------- |
| Кіні 5' Волк 34' | Протокол | 25' Маїні 87' Ск'явіо |

| Кампо Тестаччо Арбітр: Кайроні |

| 16 лютого 1930 17 тур |

| «Падова»                                    | 3:0      | «Рома» |
| ------------------------------------------- | -------- | ------ |
| Веккіна 20' Бедендо 48' (пен.) Прендато 68' | Протокол |        |

| Сільвіо Аппіані, Падуя Арбітр: Ровіда |

| 23 лютого 1930 14:30 CET 18 тур |

| «Рома»   | 1:1      | «Алессандрія» |
| -------- | -------- | ------------- |
| Волк 21' | Протокол | 72' Бореллі   |

| Кампо Тестаччо Арбітр: Умберто Гама |

| 9 березня 1930 19 тур |

| «Кремонезе» | 1:0      | «Рома» |
| ----------- | -------- | ------ |
| Доссена 27' | Протокол |        |

| Джованні Зіні, Кремона Арбітр: Скарпі |

| 16 березня 1930 14:30 CET 20 тур |

| «Рома»                                             | 5:0      | «Трієстіна» |
| -------------------------------------------------- | -------- | ----------- |
| Бернардіні 8', 25' Волк 47' Кіні 65' Фазанеллі 77' | Протокол |             |

| Кампо Тестаччо Арбітр: Гарб’єрі |

| 23 березня 1930 14:30 CET 21 тур |

| «Рома»   | 1:0      | «Мілан» |
| -------- | -------- | ------- |
| Волк 84' | Протокол |         |

| Кампо Тестаччо Арбітр: Дані |

| 30 березня 1930 22 тур |

| «Брешія»     | 1:1      | «Рома»       |
| ------------ | -------- | ------------ |
| Джуліані 32' | Протокол | 4' Фазанеллі |

| Піаве Арбітр: Бруна |

| 13 квітня 1930 23 тур |

| «Наполі» | 1:1      | «Рома»         |
| -------- | -------- | -------------- |
| Вояк 33' | Протокол | 15' Бернардіні |

| Джорджо Аскареллі, Неаполь Арбітр: Карраро |

| 20 квітня 1930 15:30 CET 24 тур |

| «Рома»                                                               | 7:0      | «Про Верчеллі» |
| -------------------------------------------------------------------- | -------- | -------------- |
| Кіні 27' Волк 43', 54', 85' Бенатті 66' Фазанеллі 75' Бернардіні 76' | Протокол |                |

| Кампо Тестаччо Арбітр: Ровіда |

| 27 квітня 1930 25 тур |

| «Амброзіана»                                     | 6:0      | «Рома» |
| ------------------------------------------------ | -------- | ------ |
| Меацца 1', 3', 4', 40' Візентін 45' Блазевич 65' | Протокол |        |

| Вірджиліо Фоссаті, Мілан Арбітр: Джованні Гонані |

| 4 травня 1930 15:30 CEST 26 тур |

| «Рома»                           | 3:1      | «Лаціо»     |
| -------------------------------- | -------- | ----------- |
| Бернардіні 27' Волк 40' Кіні 60' | Протокол | 15' Пасторе |

| Кампо Тестаччо Арбітр: Акілле Гама |

| 18 травня 1930 15:00 CEST 27 тур |

| «Дженоа»                      | 3:1      | «Рома»   |
| ----------------------------- | -------- | -------- |
| Пуерарі 19' Левратто 38', 77' | Протокол | 28' Кіні |

| Кампо Марассі, Генуя Арбітр: Барлассіна |

| 25 травня 1930 28 тур |

| «Рома»                    | 2:0      | «Ліворно» |
| ------------------------- | -------- | --------- |
| Еусебіо 66' Фазанеллі 88' | Протокол |           |

| Кампо Тестаччо Арбітр: Дані |

| 29 травня 1930 15:00 CEST 29 тур |

| «Рома»                                   | 4:2      | «Модена»                    |
| ---------------------------------------- | -------- | --------------------------- |
| Еусебіо 16', 17' Преті 20' Фазанеллі 75' | Протокол | 43' Карневалі 70' Піккалуга |

| Кампо Тестаччо Арбітр: Казетта |

| 1º червня 1930 30 тур |

| «Ювентус»               | 2:1      | «Рома»       |
| ----------------------- | -------- | ------------ |
| Дзанні 42' Чезаріні 43' | Протокол | 2' Фазанеллі |

| Корсо Марсілья, Турин Арбітр: Турбіані |

| 8 червня 1930 17:00 CEST 31 тур |

| «Рома»                                        | 5:0      | «Про Патрія» |
| --------------------------------------------- | -------- | ------------ |
| Бернардіні 25', 79' Преті 27', 39' Барзан 66' | Протокол |              |

| Кампо Тестаччо Арбітр: Мастелларі |

| 15 червня 1930 17:00 CEST 32 тур |

| «Рома»                                | 3:0      | «Торіно» |
| ------------------------------------- | -------- | -------- |
| Бернардіні 25' Фазанеллі 39' Кіні 63' | Протокол |          |

| Кампо Тестаччо Арбітр: Турбіані |

| 29 червня 1930 33 тур |

| «Болонья»                                        | 5:2      | «Рома»                  |
| ------------------------------------------------ | -------- | ----------------------- |
| Деньї 13' (аг.) Маїні 22', 42', 86' А.Бузіні 32' | Протокол | 16' Бернардіні 39' Волк |

| Літторале Арбітр: Ровіда |

| 6 липня 1930 17:00 CEST 34 тур |

| «Рома»                                                        | 8:0      | «Падова» |
| ------------------------------------------------------------- | -------- | -------- |
| Волк 2', 41', 46' Бенатті 9', 61', 74' Кіні 26' Фазанеллі 38' | Протокол |          |

| Кампо Тестаччо Арбітр: Дані |

## Статистика гравців
| №. | Поз. | Нац.      | Гравець                  | Всього | Всього | Чемпіонат Італії | Чемпіонат Італії |
| №. | Поз. | Нац.      | Гравець                  | Ігор   | Голів  | Ігор             | Голів            |
| -- | ---- | --------- | ------------------------ | ------ | ------ | ---------------- | ---------------- |
|    |      | Італія    | Бруно Балланті           | 34     | -52    | 34               | -52              |
|    |      | Італія    | Джананджело Барзан       | 22     | 1      | 22               | 1                |
|    |      | Італія    | Джорджо Карпі            | 12     | 0      | 12               | 0                |
|    |      | Італія    | Оресте Бенатті           | 30     | 9      | 30               | 9                |
|    |      | Італія    | Фульвіо Бернардіні       | 24     | 11     | 24               | 11               |
|    |      | Італія    | Маріо Боссі              | 5      | 0      | 5                | 0                |
|    |      | Аргентина | Артуро Кіні Лудуенья     | 30     | 13     | 30               | 13               |
|    |      | Італія    | Джованні Корбйонс        | 2      | 0      | 2                | 0                |
|    |      | Італія    | Вальтер Корсаніні        | 2      | 0      | 2                | 0                |
|    |      | Італія    | Раффаеле Д'Аквіно        | 15     | 0      | 15               | 0                |
|    |      | Італія    | П'єтро Далла Ведове      | 6      | 0      | 6                | 0                |
|    |      | Італія    | Маріо Де Мікелі          | 30     | 0      | 30               | 0                |
|    |      | Італія    | Джованні Деньї           | 34     | 0      | 34               | 0                |
|    |      | Італія    | Фернандо Еусебіо         | 5      | 3      | 5                | 3                |
|    |      | Італія    | Чезаре Августо Фазанеллі | 26     | 9      | 26               | 9                |
|    |      | Італія    | Аттіліо Ферраріс         | 34     | 0      | 34               | 0                |
|    |      | Італія    | Бруно Фінезі             | 1      | 0      | 1                | 0                |
|    |      | Італія    | Аттіліо Маттеї           | 16     | 0      | 16               | 0                |
|    |      | Італія    | Луїджі Оссойнач          | 8      | 3      | 8                | 3                |
|    |      | Італія    | Армандо Преті            | 5      | 3      | 5                | 3                |
|    |      | Італія    | Родольфо Волк            | 31     | 21     | 31               | 21               |
|    |      | Італія    | Альфредо Велбі           | 1      | 0      | 1                | 0                |